# Idiochroa celidota
Idiochroa celidota là một loài bướm đêm trong họ Geometridae.